# Czy androidy śnią o elektrycznych owcach?
Czy androidy śnią o elektrycznych owcach? (ang. Do Androids Dream of Electric Sheep?) – powieść science fiction napisana przez Philipa K. Dicka, wydana po raz pierwszy w 1968. Znana również pod innym polskim tytułem: Czy androidy marzą o elektrycznych owcach?. Akcja utworu ma miejsce w roku 2021 w San Francisco (w oryginalnej wersji utworu był to rok 1992). Tematyką powieści jest problem koegzystencji ludzi i androidów oraz typowe dla autora rozważania o sensie człowieczeństwa.

## Opis fabuły
Akcja powieści rozgrywa się w ciągu jednego dnia z życia protagonisty Ricka Deckarda, zawodowego łowcy organicznych androidów zbiegłych nielegalnie na Ziemię z innych, skolonizowanych przez człowieka planet. Aby przybyć na Ziemię android musi zabić swojego ludzkiego właściciela – roboty są produkowane na Marsie wyłącznie do pomocy dla ziemskich kolonistów jako swoisty rodzaj służących. Ludzkość na ojczystej planecie egzystuje w nędznych warunkach po niedawnej wojnie nuklearnej, trapiona opadami radioaktywnymi, chorobami i negatywnymi zmianami genetycznymi. Poprzez przydział androida o indywidualnie zamówionych przez swojego „pana” cechach władze starają się nakłonić resztę ludzkości do emigracji. Ludzie pozostali na Ziemi zostali podzieleni na normali i specjali. Specjalem zostawała osoba chora od promieniotwórczości, uznana za zagrożenie dla dziedziczności rasy oraz pozbawiona prawa do rozmnażania. Nawet jeśli poddała się sterylizacji, była traktowana jak obywatel drugiej kategorii, bez prawa do emigracji.
Na Ziemi oraz na skolonizowanych planetach panuje ogólnoświatowa religia zwana merceryzmem (od nazwiska proroka Mercera, ang. mercy – łaska, miłosierdzie). Celem nowej religii jest utworzenie w ludzkiej świadomości duchowej wspólnoty ze wszystkimi istotami żywymi na Ziemi (od owada do człowieka), zagrożonymi wyginięciem po wojnie. Wyznawcy religii uczestniczą w specjalnych seansach empatycznych, w których za pomocą odpowiedniego urządzenia mogą wirtualnie połączyć się duchowo i fizycznie z osobą Mercera, symbolizującego wszelkie Życie. Podstawą moralną merceryzmu jest poczucie winy wobec bliźnich i świata zwierząt za dokonane przez człowieka zniszczenia. Dodatkowo zaszczepiane jest poczucie odpowiedzialności za los pozostałych przy życiu istot. Praktyczną realizacją płynących z religii nakazów jest chęć posiadania i opieki nad żywym zwierzęciem. W realnych warunkach społecznych szlachetna idea opieki wyrodnieje do wyznacznika pozycji społecznej i prestiżu, gdyż nie dla wszystkich wystarcza zwierząt z powodu ich bardzo małej liczby na planecie. Tylko nieliczni, najbogatsi, mogą się pochwalić prawdziwym stworzeniem (np. owcą lub kotem) – pozostali muszą się zadowolić posiadaniem pająka lub nabyć replikę mechaniczno-elektryczną. W ten sposób próbują w oczach sąsiadów podnieść swój status społeczny. Deckarda, właściciela elektrycznej owcy, podczas tropienia androidów trapią dylematy moralne. Zastanawia się, czy słuszny jest zakaz koegzystencji na Ziemi doskonałych imitacji człowieka z ludźmi, skoro jednocześnie ludzie troszczą się o masowo produkowane imitacje zwierząt. 
Zbiegłe na Ziemię androidy udają normalnych ludzi. Głównym zadaniem policji jest ściganie takich zbiegów korzystając z pomocy zawodowych łowców. Podejrzanych poddaje się specjalnemu testowi na empatię przy pomocy aparatury przypominającej wykrywacz kłamstw. Androidy są bowiem pozbawione uczuć wyższych i tylko je udają – test wykrywa różnicę między reakcjami robota a człowieka. Istota zidentyfikowana jako android jest na miejscu eliminowana za pomocą broni laserowej. Za każdego „wycofanego” robota łowca uzyskuje wysoką nagrodę pieniężną. Sprawę komplikuje fakt, iż w obiegu pojawiają się androidy o sztucznie wszczepionej pamięci, które są wewnętrznie przekonane o byciu istotą ludzką. Również niektórzy ludzie chorzy psychicznie mogą po teście zostać zakwalifikowani jako roboty. Deckard zaczyna mieć wątpliwości, czy test na człowieczeństwo jest zawsze skuteczny. Ponadto odkrywa on, że policja w San Francisco jest zinfiltrowana przez androidy najnowszej generacji, które same polują na łowców androidów – w tym na niego. Dodatkowo zmaga się z nieprzepartą chęcią odbycia stosunku płciowego z androidem-kobietą, co jest karalne.

## Krytyka
Stanisław Lem w Fantastyce i futurologii krytykuje powieść, zarzucając autorowi nielogiczność niektórych założeń. Np. androidy mogą żyć tylko 4 lata, gdyż obumierające komórki ich sztucznych ciał nie są zastępowane przez nowe, jak to jest u ludzi, organizm więc szybko się starzeje i umiera. Androidy nie mogą się także rozmnażać. Niemniej autor, jak pisze Lem, „nie życzy” sobie, by test biologiczny był podstawą ich identyfikacji. Zamiast tego przeprowadza się specjalny test „psychoneuralny”, którego wynik jest jedyną podstawą do rozpoznania androida i jego natychmiastowej likwidacji. Testy te jednak nie są stuprocentowo pewne i mogą przynieść zawodny wynik, np. zidentyfikować chorego psychicznie człowieka jako androida. Lem krytykuje także koncept, że likwiduje się każdego napotkanego na Ziemi androida, bez względu na jego czyny, a tylko za samo bycie androidem, choć wszak mógł stać się wolny na skutek naturalnej śmierci swego właściciela, bądź zostać przez niego uwolniony, ale „możliwości takich powieść jednak w ogóle nie bierze pod uwagę”. Niemniej Lem określa powieść jako „do ambitniejszych należącą”, pisze także, że „nie brak w niej i własnych, oryginalnych pomysłów autora”.

## Ekranizacja filmowa
Na motywach powieści został oparty scenariusz filmu Ridleya Scotta Łowca androidów z roku 1982 oraz sequela Blade Runner 2049 z roku 2017. 